# SOKO Köln
SOKO Köln ist eine deutsche Kriminalserie, die im ZDF gesendet wird. Sie ist der dritte Ableger der Fernsehkrimiserie SOKO 5113, der wie die Mutterserie ein SOKO im Titel trägt, und wurde erstmals am 22. Oktober 2003 ausgestrahlt. Bisher wurden 23 Staffeln produziert und ausgestrahlt.

## Handlung
Die fünfköpfige Ermittlergruppe der Sonderkommission Köln ermittelt in Kapitalverbrechen in und um Köln. Die Ermittlungen führen sie an unterschiedliche Orte im Stadtgebiet oder im Umland, so z. B. in das Rotlichtmilieu und den Stadtpark. Auch fiktive Schauplätze, wie Kriminalspiele in Gutshäusern oder Live-Rollenspiele in Burgen kommen vor. Auch das Privatleben der Ermittler spielt eine Rolle.

## Figuren
Im Zentrum stand zunächst Kriminalhauptkommissarin Alexandra Gebhardt (Gundula Rapsch) zusammen mit ihrem Team, bestehend aus dem erfahrenen Kriminaloberkommissar Frank Hansen (Jophi Ries), Kriminalkommissar Tobias Berger (Mike Hoffmann), Kriminalkommissaranwärterin Vanessa Haas (Kerstin Landsmann) sowie der deutsch-italienischen Kriminalkommissarin Daniela Fiori (Clelia Sarto). Fiori stieg in der letzten Episode der 2. Staffel aus und nahm unbezahlten Urlaub, nachdem sie von einem Verdächtigen entführt wurde. Ihre Nachfolgerin wurde Kriminalkommissarin Carla Schumann (Julia Malik), die nur eine Staffel blieb und mit der vierten Staffel von Kriminalkommissarin Jale Beck (Jasmin Gerat) ersetzt wurde. Ebenfalls mit der vierten Staffel wurde der Rechtsmediziner Dr. Philip Kraft (Thomas Clemens) fester Bestandteil des Teams. Als Disziplinarvorgesetzter fungierte in den ersten Staffeln Kriminaldirektor Ben Schneider (Hans-Martin Stier), der regelmäßig ein komödiantisches Element in die Serie brachte. Mit seiner bemüht-übereifrigen Art ging er seinen Leuten regelmäßig auf die Nerven, die in ihrem Chef wohl mehr einen lästigen Verwaltungsbeamten als einen Polizeikollegen sahen.
Im Rahmen der 5. Staffel gab es Anfang 2007 eine Sonderausgabe in Spielfilmlänge. Die Episode Tod einer Polizistin beschäftigte sich mit der Ermordung einer jungen Polizeischülerin und die eines Autohändlers. Es stellt sich heraus, dass die beiden Taten einen gemeinsamen Hintergrund hatten und auch ein Polizeiausbilder darin verwickelt war. Die Ermittlungen führten das Team bis nach Amsterdam. Mit Beginn der 6. Staffel gab es einige Veränderungen im Team: Gebhardt, Berger und Beck schieden aus, übrig blieben Frank Hansen, Vanessa Haas, Dr. Philip Kraft und der Vorgesetzte Ben Schneider. Die Gründe für das Ausscheiden wurden in der Serie nicht genannt. Neu im Team waren als Teamleiterin Kriminalhauptkommissarin Karin Reuter (Sissy Höfferer), Kriminalkommissar Daniel Winter (Steve Windolf) und die junge Kriminalkommissarin Julia Marschall (Lilia Lehner). Frank Hansen als stellvertretender Teamleiter ist nun Kriminalhauptkommissar. Eine Beförderung wird innerhalb der Serie nicht erwähnt, lediglich der neue Dienstgrad verwendet.
Zur 10. Staffel stößt Kriminalhauptkommissar Matti Wagner (Pierre Besson) als Vertretung für die in Mutterschutzurlaub gegangene Julia Marschall zum Ermittlerteam. Im Verlauf der ersten Episode der Staffel wird Kriminalhauptkommissar Frank Hansen bei der Verfolgung eines Verdächtigen lebensgefährlich verletzt und verstirbt kurze Zeit später. In der Mitte der 10. Staffel wird Daniel Winter aus privaten Gründen auf eigenen Wunsch nach Hamburg versetzt. Seine Stelle übernimmt der juristisch versierte Kriminalkommissar Jonas Fischer (Lukas Piloty). Kriminaldirektor Schneider wird während der 10. Staffel kaum noch erwähnt und scheidet zum Ende der 10. Staffel aus der Serie aus. Zu Beginn der 11. Staffel stößt Staatsanwalt Dr. Alexander Kern (Christian Heller) zum Team und beginnt mit Karin Reuter eine Beziehung. Zum Ende der 11. Staffel verlässt Julia Marschall die SOKO und zieht mit dem Vater ihres Kindes in die Vereinigten Staaten. Sie wird zu Beginn der zwölften Staffel durch Kriminalkommissarin Sophia Mückeberg (Anne Schäfer) ersetzt. Während der zwölften Staffel verlässt Dr. Kern die Staatsanwaltschaft in Köln, um an den Internationalen Gerichtshof in Den Haag zu wechseln und beendet die Beziehung mit Karin Reuter.
Während der 13. Staffel wird Kriminalkommissarin Sophia Mückeberg für Ermittlungen gegen einen Drogendealer nach Dortmund ausgeliehen. Die Schauspielerin Anne Schäfer befand sich in dieser Zeit im Mutterschaftsurlaub. Ihre Vertretung übernimmt für 15 Episoden Kriminalkommissarin Hanna Bergmann (Siri Nase). Zu Beginn der 14. Staffel werden der Ex-Ehemann von Kriminalhauptkommissarin Karin Reuter, Peter Reuter, und die sich in seiner Begleitung befindliche ghanaische Umweltaktivistin Ama Aidoo ermordet. Nach Beendigung des Falles quittiert Karin Reuter ihren Dienst, um sich um die sechsjährige Adoptivtochter ihres Ex-Ehemannes zu kümmern. Ihre Nachfolge bei der SOKO tritt Kriminalhauptkommissarin Nina Jacobs (Christina Plate) an. Jacobs wird jedoch bereits in der letzten Episoden der Staffel im Einsatz erschossen. Geplagt von Schuldgefühlen, den Tod ihrer Vorgesetzten nicht verhindert zu haben, verlässt auch Kriminalkommissarin Sophia Mückeberg die SOKO. Ihre Nachfolgerin tritt zu Beginn der 15. Staffel Kriminalkommissarin Lilly Funke (Tatjana Kästel) an. Die Leitung der SOKO übernimmt Kriminalhauptkommissarin Anna Maiwald (Diana Staehly). Wie erst später bekannt wird, trägt Maiwald den Adelstitel einer Gräfin, den sie aber im Dienst nicht verwendet. Nach dem Ende der 15. Staffel gab es mit Die Zeit heilt keine Wunden eine zweite Sonderausgabe in Spielfilmlänge.
Mit dem Ende der 18. Staffel verlässt auch Kriminalhauptkommissarin Anna Maiwald Köln, sie zieht nach Berlin. In der 19. Staffel tritt Kriminalhauptkommissarin Helena Jung (Sonja Baum) den Posten der Teamleiterin an. In der Folge „Vaterfreuden“ (22x01) gibt sie ihren Wechsel in eine andere Abteilung bekannt. Das Team ist dann in der darauffolgenden Folge zunächst ohne Teamleitung unterwegs, jedoch spekuliert Jonas Fischer auf seine Ernennung, sehr zum Missfallen des restlichen Teams.

## Besetzung

### Aktuell
| Schauspieler        | Rollenname         | Amtsbezeichnung                                                               | Episoden | Staffeln | Zeitraum |
| ------------------- | ------------------ | ----------------------------------------------------------------------------- | -------- | -------- | -------- |
| Kerstin Landsmann   | Vanessa Haas       | Kriminalkommissarin (bis Staffel 9: Kriminalkommissaranwärterin)              | 1–       | 1–       | 2003–    |
| Pierre Besson       | Matti Wagner       | Kriminalhauptkommissar (stellvertretender Teamleiter)                         | 149–     | 10–      | 2011–    |
| Lukas Piloty        | Jonas Fischer      | Kriminalkommissar                                                             | 161–     | 10–      | 2012–    |
| Tatjana Kästel      | Lilly Funke        | Kriminalhauptkommissarin (Teamleiterin) (bis Staffel 22: Kriminalkommissarin) | 264–     | 15–      | 2016–    |
| Aylin Ravanyar      | Amira Mahdi        | Kriminalkommissarin                                                           | 428–     | 22–      | 2024–    |
| Yulia Yáñez Schmidt | Dr. Pilar Westphal | Rechtsmedizinerin                                                             | 442–     | 23–      | 2024–    |

### Ehemalig
| Schauspieler       | Rollenname                | Amtsbezeichnung                                                                              | Episoden              | Staffeln  | Zeitraum        | Ausstiegsgrund |
| ------------------ | ------------------------- | -------------------------------------------------------------------------------------------- | --------------------- | --------- | --------------- | --- |
| Clelia Sarto       | Daniela Fiori             | Kriminalkommissarin                                                                          | 1–21                  | 1–2       | 2003–2004       | nimmt unbezahlten Urlaub |
| Julia Malik        | Carla Schumann            | Kriminalkommissarin                                                                          | 22–34                 | 3         | 2005            | unbekannt |
| Hans-Joachim Heist | Zatopek                   | Polizeiobermeister                                                                           | 2–47                  | 1–4       | 2003–2006       | seine Stelle wird eingespart |
| Gundula Rapsch     | Alexandra Gebhardt        | Kriminalhauptkommissarin (Teamleiterin)                                                      | 1–68                  | 1–5       | 2003–2007       | unbekannt |
| Mike Hoffmann      | Tobias Berger             | Kriminalkommissar                                                                            | 1–68                  | 1–5       | 2003–2007       | unbekannt |
| Jasmin Gerat       | Jale Beck                 | Kriminalkommissarin                                                                          | 35–68                 | 4–5       | 2005–2007       | unbekannt |
| Jophi Ries         | Frank Hansen †            | Kriminalhauptkommissar (stellvertretender Teamleiter) (bis Staffel 5: Kriminaloberkommissar) | 1–149                 | 1–10      | 2003–2011       | wird im Einsatz erschossen |
| Steve Windolf      | Daniel Winter             | Kriminalkommissar                                                                            | 69–160                | 6–10      | 2008–2012       | wechselt aus privaten Gründen nach Hamburg                                                                                          |
| Hans-Martin Stier  | Ben Schneider             | Kriminaldirektor                                                                             | 1–168                 | 1–10      | 2003–2012       | unbekannt |
| Lilia Lehner       | Julia Marschall           | Kriminalkommissarin                                                                          | 69–188                | 6–11      | 2008–2013       | zieht in die USA |
| Christian Heller   | Dr. Alexander Kern        | Staatsanwalt                                                                                 | 169–191               | 11–12     | 2012–2013       | erhält eine Stelle am Internationalen Gerichtshof                                                                                   |
| Siri Nase          | Hanna Bergmann            | Kriminalkommissarin (Vertretung für Sophia Mückeberg)                                        | 221–237               | 13        | 2014–2015       | Ende der Vertretungszeit |
| Sissy Höfferer     | Karin Reuter              | Kriminalhauptkommissarin (Teamleiterin)                                                      | 69–238                | 6–14      | 2008–2015       | quittiert den Dienst und kümmert sich um die Adoptivtochter ihres Ex-Mannes                                                         |
| Christina Plate    | Nina Jacobs †             | Kriminalhauptkommissarin (Teamleiterin)                                                      | 240–262               | 14        | 2015–2016       | wird im Einsatz erschossen |
| Anne Schäfer       | Sophia Mückeberg          | Kriminalkommissarin                                                                          | 190–220, 232–262, 399 | 12–14, 21 | 2013–2016, 2022 | verkraftet nicht, dass Nina Jacobs ihretwegen gestorben ist und quittiert deshalb den Dienst arbeitet später beim Verfassungsschutz |
| Diana Staehly      | Anna (Gräfin von) Maiwald | Kriminalhauptkommissarin (Teamleiterin)                                                      | 263–350               | 15–18     | 2016–2020       | nimmt eine Stelle in Berlin an |
| Thomas Clemens     | Dr. Philip Kraft          | Rechtsmediziner                                                                              | 35–409                | 4–21      | 2005–2023       | nimmt eine persönliche Auszeit |
| Sonja Baum         | Helena Jung               | Kriminalhauptkommissarin (Teamleiterin)                                                      | 351–416               | 19–22     | 2020–2023       | wechselt in eine andere Abteilung                                                                                                   |
| Stephen Appleton   | Dr. Adam Makena           | Rechtsmediziner                                                                              | 410–440               | 21–22     | 2023–2024       | wechselt auf eine Stelle in Montreal, Kanada                                                                                        |

### Nebenbesetzung
| Schauspieler       | Rollenname         | Rolle                                            | Episoden           | Staffeln | Zeitraum |
| ------------------ | ------------------ | ------------------------------------------------ | ------------------ | -------- | -------- |
| Katharina Thalbach | Camilla Hildebrand | nervige Krimiliebhaberin, die gerne mitermittelt | 153, 197, 230, 410 | 10–      | 2011–    |

## Crossover
Ab 3. April 2013 wurde ein fünfteiliger Crossover sämtlicher ZDF-SOKO-Reihen produziert. Die Teams aus den SOKOs 5113, Köln, Leipzig, Stuttgart und Wismar klären den Mord an einem Polizisten auf und geraten dabei in ein kriminelles Milieu, in dem ein eigenes Recht und eine eigene Ordnung herrschen. Ausgestrahlt wurde der fünfteilige Fall, dessen Spur sich quer durch Deutschland zieht, vom 30. September bis 4. Oktober 2013 werktags auf dem bekannten SOKO-Vorabendsendeplatz ab 18:00 Uhr.